# Estação Santa Catarina
A Estação Santa Catarina é uma estação ferroviária integrante da Linha Norte do Sistema de Trens Urbanos de Natal, administrada pela Companhia Brasileira de Trens Urbanos (CBTU).
Está localizada na Avenida Dr. João Medeiros Filho, bairro Potengi, na cidade de Natal, capital do Estado do Rio Grande do Norte, Brasil. Situa-se entre as estações Soledade e Igapó.
A estação está sendo reconstruída como parte do projeto de modernização do sistema de trens urbanos que atende a capital potiguar e outros municípios de sua região metropolitana. Quando a nova estrutura for concluída, a estação será renomeada como Estação João Medeiros.

## Histórico
Em maio de 2024 foi lançado, pela Companhia Brasileira de Trens Urbanos, o edital para a construção de quatro novas estações no sistema de trens urbanos de Natal, em substituição das estruturas anteriormente existentes: Capitão-Mor Gouveia (antiga Cidade da Esperança); Baraúnas, (antiga Padre João Maria); João Medeiros (antiga Santa Catarina); e Soledade.